# 緩衝剤
緩衝剤（かんしょうざい、buffering agent）とは、他の酸や塩基が溶液にある程度まで加えられても溶液のpHを特定の値に保持されるようにするために、その溶液に加えられる化合物である。言い換えれば、この化合物はpHの急激な変化を抑制する。緩衝剤はある種の弱酸または弱塩基である。通常、水に溶かしてその水溶液を緩衝液とする。緩衝剤によるpH管理は、農業、食品加工、生化学、医療、光学機器を含む産業分野で重要である。

## 例

### 農業
農業・園芸用に土壌や植物培地に添加されるリン酸二水素カリウムは緩衝剤であり、化学肥料でもある。通常、尿素やリン酸二アンモニウムとともに施用される。農地のpHの変動を抑え、窒素の流失を防ぎ、植物体へのカリウムの供給を増やす。

### 人体
人体において、体液のpHを一定に維持するためにある種の緩衝剤が利用されている。人体の緩衝剤にはその作用範囲が細胞外のもの（炭酸水素塩、アンモニアなど）と細胞内のもの（大多数のタンパク質、有機リン酸塩など）とがある。

### 紙
炭酸カルシウムはよく緩衝剤として紙に添加されており、環境中の酸の影響を抑制し、寿命を長くする。

### シャンプー
殆どのシャンプーには、そのpHを弱酸性に調節するために緩衝剤が添加されている。この緩衝剤は塩基性の石鹸による影響を抑える。シャンプーの過度の酸性/塩基性は皮膚や毛髪の損傷の原因となる。